# 迈克·麦凯
迈克·麦凯（英語：Mike McKay，1964年9月30日—），澳大利亚男子赛艇运动员。他曾代表澳大利亚参加1988年、1992年、1996年、2000年和2004年夏季奥林匹克运动会赛艇比赛，获得二枚金牌、一枚银牌和一枚铜牌。